# ضبع رقطاء
الضَبُعُ الرَقطاء أو الذِيْخ هو حيوان من فصيلة الضباع، مشهورة بعوائها الغريب الذي يشبه ضحكة هستيرية للإنسان. وتحصل الضبع على غذائها باصطياد الحيوانات، كما أنها تأكل بقايا الحيوانات النافقة التي يعثر عليها. هذا النوع هو الأكثر شيوعًا إلى جانب الأنواع الأخرى مثل: الضبع المخططة أو الضبع البنية.

## موطنه
تنتشر الضباع الرقطاء في إفريقيا جنوب منطقة الصحراء وتعيش في الأماكن المفتوحة ذات الأشجار القليلة مثل السافانا.

## الوصف

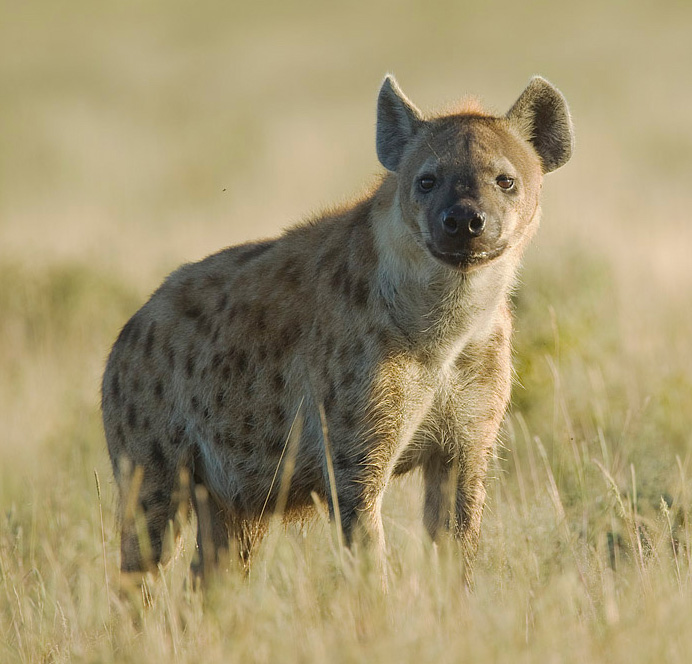

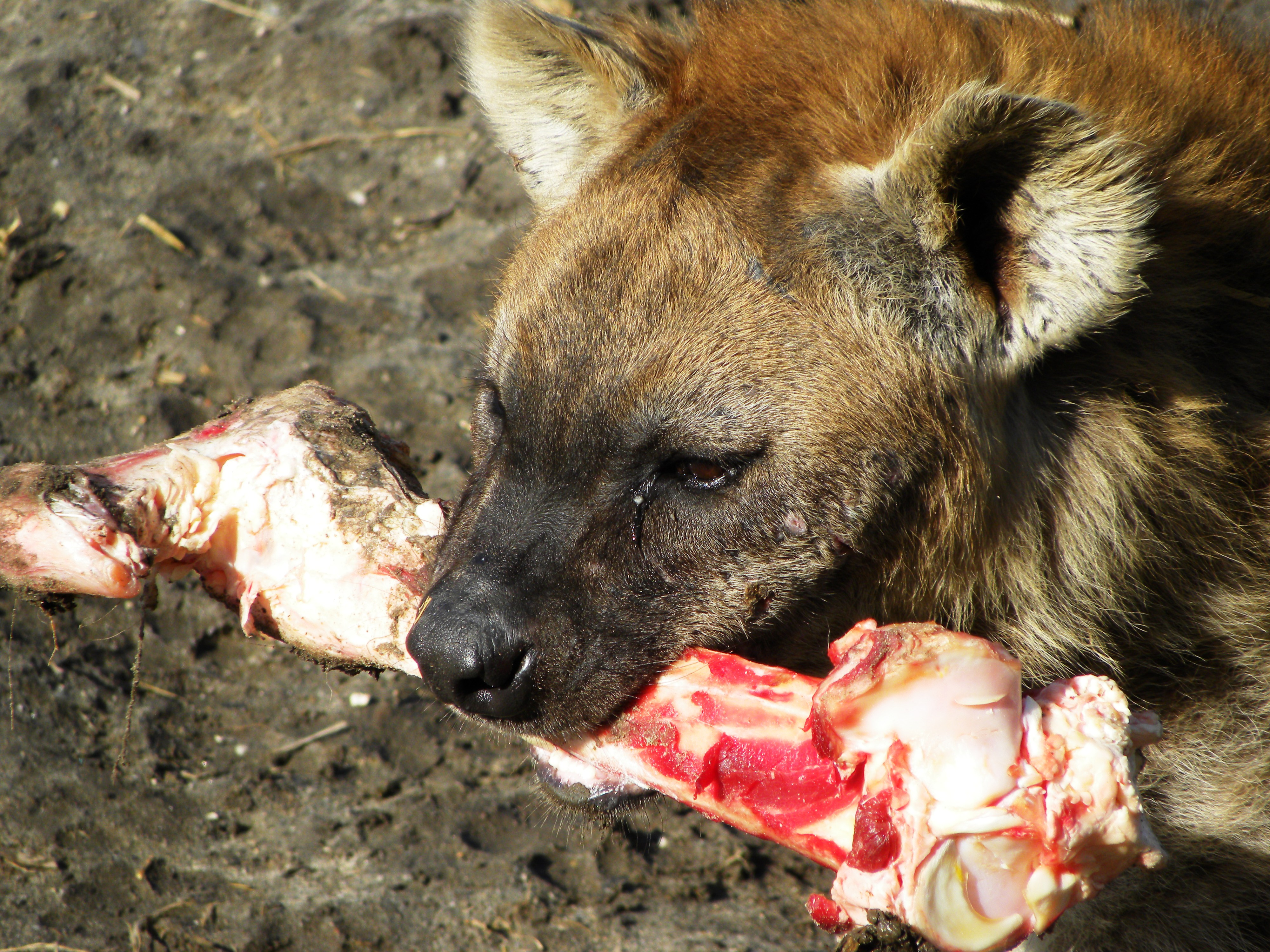
يتميز الضبع بقوة فكيه الساحقة

هو حيوان ذو فرو خشن رمادي اللون ويميل إلى الصفرة مع بقع سوداء, للضبع الرقطاء رأس كبير وآذان مستديرة وأقدام أمامية أطول من الخلفية ما يمنحها مظهرًا مائلًا, شكل الضبع يشبه الكلاب ولكنه أقرب إلى السنوريات, طول الضباع الرقطاء البالغة من الكتف يتراوح ما بين 70 إلى 92 سم الإناث تكون أضخم حجما حيث يتراوح وزنها ما بين 44 إلى 64 كيلو أما الذكور مابين 40 إلى 55 كيلو.

## انظر ايضاً
- ضبع
- ضبع مخططة
- ضبع غثراء
- عسبار